# فرایند فردیت
فرایند فردانیت (individualation) اصطلاحی است که کارل گوستاو یونگ برای تحقق خویشتن، یکپارچه شدن خودآگاه و ناخودآگاه در قالب خویشتن یا موجودیت روانی تازه‌ای که به عنوان مرکز شخصیت انسان، جانشین من می‌شود به کار می‌برد .